# Алпина
Алпина Буркард Бовензипен ООД (на немски: Alpina Burkard Bovensiepen GmbH) е автомобилен производител от Бухлое, провинция Бавария, Германия.
Продава тунинговани автомобили, базирани на моделите на „БМВ“, но с модифицирани двигател, шаси, спирачки, интериор и др. Като самостоятелен производител Алпина съществува от 1983 г. В днешни дни монтажът се извършва в заводите на БМВ, където Алпина изпраща частите си. Алпина също така има и забележителни успехи в моторните спортове, особено през 60-те и 70-те години на 20 век.

## История
През 1961 г. Буркард Бовензипен започва разработката на двукамерен карбуратор на Вебер за новото БМВ 1500. През 1964 г. двигателите с този двукамерен карбуратор срещат голямо одобрение не само в пресата, но и от страна на БМВ. Компанията Алпина е основана на 1 януари 1965 г. в Кайфбойрен, провинция Бавария под името Командитно дружество Буркард Бовензипен (Burkard Bovensiepen KG) от Буркард Бовензипен, който е неин главен изпълнителен директор (синовете му Андреас и Флориан също са в управата). Името Алпина е заимствано от едноименната фирма за производство на офис техника (особено популярни са пишещите машини) на бащата на Буркард – Рудолф, която престава да съществува в края на 60-те години, когато прави опит да се прехвърли в текстилната индустрия.
В началото в Алпина работят осем души, които се занимават с карбуратори и други части от двигателя. През 1970 г. персоналът вече е набъбвал до 70 души, а големият интерес към продуктите ѝ принуждават фирмата да напусне сградата, част от фабриката на Рудолф Бовензипен и да се премести в по-голям комплекс в Бухлое. Колите на БМВ с части на Алпина запазват пълната си гаранция. През 1971 г. Алпина убеждава БМВ, че е необходима ултралека версия на модела БНМ 3.0 CS, за да може марката да остане конкурентоспособна в шампионатите за туристически автомобили. В кооперация с БМВ и БМВ М (дъщерната фирма на концерна, която произвежда по-мощни модели) е създадено купето БМВ 3.0 CSL, което заради правилото за хомологация има и шосейна версия. То не е по-мощно в сравнение с CS, но е доста по-леко и със своите 1165 кг ускорява от 0 до 100 км/ч за 7,4 секунди. През 1973 г. автомобилната индустрия е разтърсена от петролната криза, но за разлика от някои свои конкеринти Алпина не понася тежки загуби и не ѝ се налага да уволнява свои служители заради бързата ѝ и гъвкава реакция на променените пазарни условия. Двигателите ѝ са мощни, но изключително пестеливи – разходът на гориво не е значително по-висок от този на нормалните БМВ-та. Затова клиентите остават лоялни към компанията и през 1973 г. (с 85 служители) тя се превръща в най-голямата европейска тунинг фирма, изпреварвайки Абарт (Италия). Модифицират се извършват както в завода на Алпина, така и в тези на БМВ, също така е възможно частите да бъдат закупени отделно. В края на 70-те години са открити представителства в Швейцария, Великобритания и Япония.
През 1978 г. Алпина представя 3 напълно собствени разработки – БМВ Алпина В6 2.8 (на базата на БМВ 3-та серия) и БМВ Алпина В7 Турбо и В7 Турбо Купе (на базата на БМВ 5-а серия и 6-а серия). Последните два модела са най-мощните в класовете си. Всички двигатели на Алпина са с напълно електронно запалване, което е новост в автомобилостроенето. През 1981 г. списание Ауто, Мотор унд Шпорт и Шел организират състезание за изминаване на най-много километри с възможно най-нисък разход на гориво. БМВ 318i Алпина с модифицирана предница печели в класа си с впечатляващо ниския разход 2,672 л на 100 км. През 1983 г. Алпина е официално регистриран като производител на автомобили в Немската федерална агенция за регистриране на МПС във Фленсбург. Тласъкът към стъпката на преминаване от тунинговач към производител се дължи на разработената от Алпина система за механично впръскване на гориво с една дроселна клапа на цилиндър. През 1985 г. фирмата представя поредното нововъведение в света на автомобилите – всичките двигатели започват да се произвеждат с катализатор с метален носещ материал, докато при всички други производители този материал е керамичен, при някои от тях металният носещ материал влиза в употреба години по-късно. След като на пазара се появява БМВ Алпина В10 Битурбо (на базата на БМВ Е34), Пол Фрер, бивш пилот от Формула 1 и европейски редактор за американското списание Road & Track, заявява: „Това е колата. Мисля, че това е най-добрата кола с четири врати в света.“
Междувременно Алпина се разраства. Там вече работят 120 души и през 1990 г. към базата на фирмата е построена нова сграда, където се помещават администрацията и монтажът. Алпина отново е с едни гърди напред в технологиите представяйки още нововъведения в автомобилостроенето в началото на 90-те години. През 1992 г. става първият производител в света, който в модела БМВ Алпина В12 5.7 монтира механична скоростна кутия с електронен съединител, заместващ педала на съединителя (Alpina Shift-Tronic). Година по-късно Алпина представя Alpina Switch-Tronic – автоматична скоростна кутия, при която скоростите могат да се превключват от шофьора посредством бутони на кормилото, досущ като във Формула 1. През 1995 г. идва ред и на съвместната разработка с БМВ и Emitec – Superkat, електрически затоплян катализатор с метален носещ материал, монтиран серийно за първи път в БМВ Алпина В12 5.7. Колите, снабдени с тази технология за пречистване на вредните газове, още по това време са с 80% по-чисти от предвидените от закона норми за следващата година.
През 1999 г. на изложението в Женева за е показан първият дизелов автомобил на Алпина – БМВ Алпина D10 Битурбо. През 2002 г. стъпва официално и на американския пазар с модела БМВ Алпина Роудстър V8 – кабриолет, базиран на БМВ Z8 и произведен в ограничена серия от 555 екземпляра. През 2008 г. започва най-голямото разрастване на фирмата със строежа на нов център за разработки и изпитания.

## Автомобилни спортове
През 1968 г. Алпина започва участието си в състезания за туристически автомобили. Това е началото на една успешна история. Сред пилотите на отбора се открояват имена като Джаки Икс, Ники Лауда, Дерек Бел, Харалд Ертл и Ханс-Йоахим Щук. 1970 г. е много успешна за Алпина – печели са Европейския шампионат за туристически автомобили при конструкторите, 24-те часа на Спа, както и германските шампионати на писта, по планинско изкачване и рали. През 1973 г. в Европейския шампионат за туристически автомобили са спечелени титлите при конструкторите и пилотите (Тойн Хеземанс от Холандия), а Ники Лауда и Ханс-Петер Йойстен печелят 24-те часа на Нюрбургринг. През 1975 г. Дитер Квестер печели Европейския шампионат за туристически автомобили след люта битка с пилотите на считаните за по-добри коли на Ягуар. След този успешен сезон Алпина се оттегля от състезания за десетина години, за да насочи пълното си внимание към разработването на шосейни автомобили.
През 1987 г. Алпина се завръща в този вид състезания, този път в Немския шампионат ДТМ. Фирмените пилоти (сред които е и Андреас, един от синовете на Бовензипен, както и Кристиан Данер) записват добри резултати в клас А. Алпина е първият отбор, който монтира катализатор с метален слой на състезателните си автомобили, по-късно той става задължителен за всички участници в шампионата. Година по-късно фирмата се оттегля отново от автомобилния спорт заради малкия ѝ капацитет на производство и решението да се отдаде напълно на производството на автомобили за улицата.
От 2009 г. Алпина участва с модела B6 GT3 (базиран на БМВ 6-а серия, с 4.4-литров V8 двигател със суперчарджър, 530 к.с., въртящ момент от 725 Нм, макс. скорост 285 км/ч, ускорение 0 – 100 км/ч за 3,9 секунди) в европейския шампионат FIA GT3 и немския ADAC GT Masters.

## Модели
Настоящи модели
- БМВ Алпина В3 Битурбо (бензинови седан, купе и кабриолет на базата на петата генерация БМВ 3-та серия)
- БМВ Алпина D3 Битурбо (дизелово купе на базата на петата генерация БМВ 3-та серия)
- БМВ Алпина В5 S (седан и комби на базата на петата генерация БМВ 5-а серия)
- БМВ Алпина В6 S (купе и кабриолет на базата на втората генерация БМВ 6-а серия)
- БМВ Алпина В7 (седан на базата на четвъртата генерация БМВ 7-а серия)

Предишни модели
- БМВ Алпина В3 (бензинови седан и комби на базата на третата генерация БМВ 3-та серия)
- БМВ Алпина D3 (дизелови седан и комби на базата на петата генерация БМВ 3-та серия)
- БМВ Алпина В7 (седан на базата на първата и втората генерация БМВ 5-а серия и първата генерация БМВ 6-а серия)
- БМВ Алпина В8 4.6 (седан, купе, туринг и кабрио, базирани на третата генерация на трета серия-е36, снабдена с 4.6л V8 мотор с 333кс, произведена в 235 екземпляра)
- БМВ Алпина В9 (седан на базата на втората генерация БМВ 5-а серия)
- БМВ Алпина В10 (бензинови седан и комби на базата на третата и четвъртата генерация БМВ 5-а серия)
- БМВ Алпина D10 (дизелови седан и комби на базата на четвъртата генерация БМВ 5-а серия)
- БМВ Алпина В11 (седан на базата на втората генерация БМВ 7-а серия)
- БМВ Алпина В12 (купе и седан на базата на БМВ 8-а серия и на втората генерация на БМВ 7-а серия)
- БМВ Алпина С1 (купе на базата на първата генерация БМВ 3-та)